# 宁夏幼儿师范高等专科学校
宁夏幼儿师范高等专科学校，简称宁夏幼专，是中华人民共和国的一所全日制公办省属普通高等专科学校，位于宁夏回族自治区银川市兴庆区。
1975年，宁夏幼儿师范学校成立。2005年，银川市光华职业中专学校、银川市商业学校和长城英豪学校并入。2014年2月20日，升格为宁夏幼儿师范高等专科学校。